# Smaug
Smaug, o Dourado, ou simplesmente Smaug, é um dragão fictício criado por J. R. R. Tolkien na obra O Hobbit (1937), na qual é o antagonista. Na história, ele vive nas masmorras da Montanha Solitária (também conhecida no idioma sindarin como Erebor) na Terra Média, depois de expulsar os seus antigos moradores, os anões, para se apropriar de suas riquezas após destruir a cidade de Valle, situada ao pé da Montanha e habitada por homens. Com o retorno de Sauron à Terra Média, o mago Gandalf teme um possível papel do dragão nos planos de conquista do inimigo. Ao mesmo tempo, Gandalf é visitado pelo anão Thorin, Escudo de Carvalho, que lhe pede conselhos para recuperar sua herança perdida. O mago se oferece para organizar uma comitiva composta pela companhia de Thorin e o hobbit Bilbo Bolseiro. Assim, organizando a busca de Erebor, que fará com que os anões recuperem os tesouros que lhes pertencem, enquanto libertam o norte de Rhovanion da influência do dragão.
Smaug foi muitas vezes comparado pelos críticos aos dragões da mitologia nórdica. Com efeito, O Hobbit possui muitas de suas inspirações nos trabalhos desta mitologia, incluindo Beowulf, o qual Tolkien traduziu em um trabalho acadêmico. Segundo esta abordagem, Smaug pode ser interpretado como uma figura da avareza. Análises também avaliaram sua inteligência e perspicácia maligna ao lado do Necromante como uma criatura da destruição, e perceberam sua semelhança com o dragão lendário Fafnir, personagem da Saga dos Volsungos.
Desde sua aparição original junto ao livro, o personagem foi adaptado em diversos meios de artes visuais, incluindo as ilustrações de John Howe, peças de concertos musicais como a de Carey Blyton, e animações ou filmes em live action, como a adaptação cinematográfica O Hobbit de Peter Jackson. Graças ao seu tesouro, vem sendo descrito como um dos personagens mais ricos da literatura e ficção.

## Características

### Nomes

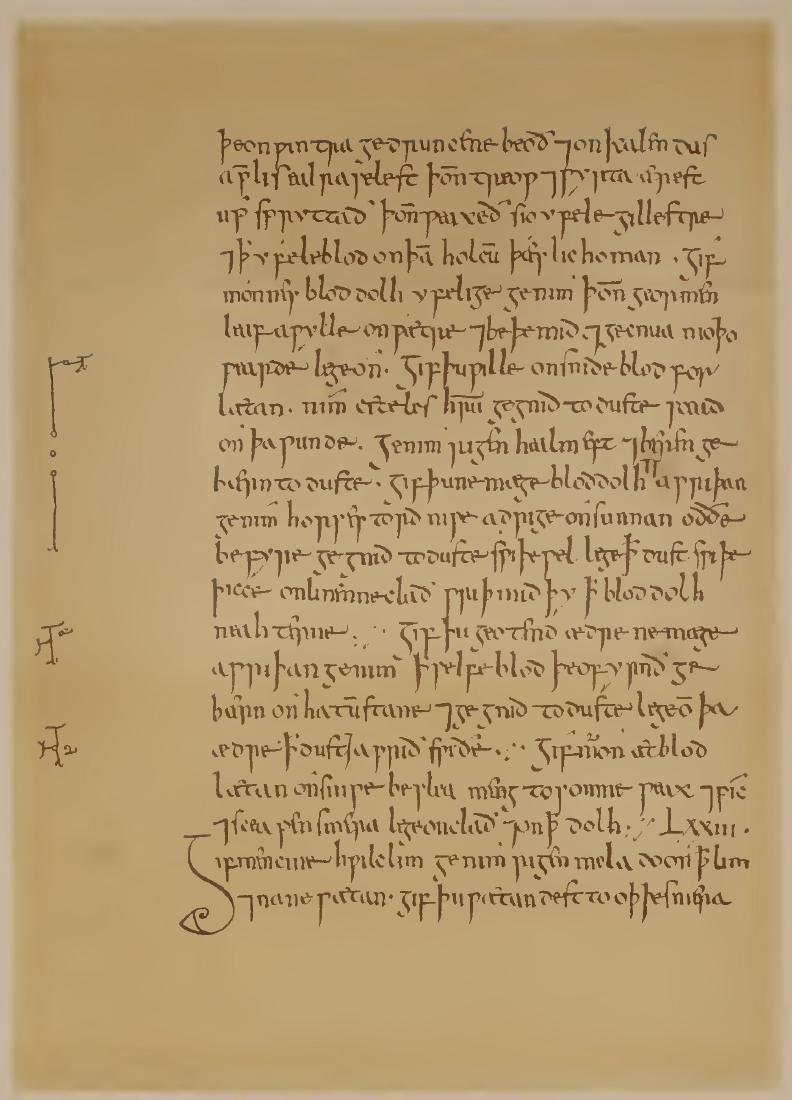
Medicinale Anglicum, também conhecido como Bald's Leechbook, uma das fontes primárias para a origem do nome Smaug.

A origem do nome "Smaug" é derivado do verbo em alemão primitivo smugan: "deslizar em um buraco", uma etimologia que Tolkien chamou de "uma piada filóloga de mau gosto". De acordo com Tom Shippey, o nome Smaug poderia ter sido tirado da misteriosa expressão sm'eah-wyrm — em inglês moderno "penetrating worm" (literalmente verme penetrante) — presente em Medicinale Anglicum, uma obra anglo-saxônica do século X, uma suposição apoiada pela declaração de Tolkien no jornal The Observer, no qual ele afirma que Smaug vem da expressão wid smeogan wyrme — "against the penetrating worm" (literalmente 'diante do verme penetrante'). Shippey diz que o nome refere-se mais à mente do que o físico do dragão porque o significado de smeagan também se refere a trapaça ou estratagema, um nome que seria perfeitamente adequado para Smaug, "a inteligência mais sofisticada de O Hobbit."
Mais remotamente, "Smaug" também está ligado ao nome da criatura Smeagol, que por sua vez é derivado do inglês antigo smygel ("toca, local no qual se escorrega"), que Tolkien também chamou de smial, nome dado pelos hobbits aos seus buracos mais luxuosos. Smaug é supostamente representado com o nome Trâgu, cujo significado na língua de Valle é o mesmo que seu nome original, o que também está em conforme com o verdadeiro nome de Smeagol na língua Westron: Trahald. Durante sua conversa, Bilbo dá muitos nomes para embelezar a criatura: "Smaug, o Terrível", "Smaug, o primeiro e único destruidor", "Smaug, das riquezas imensuráveis", "Smaug, o Poderoso", "Senhor Smaug, o Impenetrável" e "Vossa Magnificência".

### Descrição
Smaug é um dragão alado de cor vermelha e dourada. Ele possui um olfato muito aguçado, tanto que pode determinar o número de membros da Companhia de Thorin, apenas com o cheiro. Seu peito é coberto com jóias e pedras preciosas incrustadas, com exceção de uma pequena parte "oca no peito esquerdo que é nu como um caracol sem sua concha." Sua armadura emite uma luz vermelha e quente. Smaug é descrito como "especialmente ganancioso, forte e mau", "o mais poderoso de seu tempo." No primeiro capítulo de O Hobbit, sabe-se que ele já havia ultrapassado os "cinco metros de altura" — ou um pouco mais que cinco metros de altura —, quando era um dragão jovem.

## História
Smaug fez sua primeira aparição no ano de 2770 da Terceira Era, durante o reinado de Thrór. Naquela época, o reino anão de Erebor vivia na opulência, os anões cavaram os salões vazios do coração da Montanha Solitária cheio de "armaduras, jóias, e pedras preciosas". Toda essa riqueza era conhecida na região, de modo que o ganancioso, forte e perverso dragão Smaug, "o mais poderoso de sua época", eventualmente ouviu sobre isso. Em seguida, se ergueu em chamas e foi para Erebor, que ele acabou destruindo. O dragão atacou a cidade da Montanha de Valle, matando as pessoas que encontrava pelo caminho. Thrór, seu filho Thráin II e seu pequeno neto Thorin II, Escudo de Carvalho, no entanto, conseguem escapar, e muitos anões vão se instalar em Ered Luin.
Em 2841 da Terceira Era, Thráin II, partindo sozinho, decide voltar para Erebor. Em 2845 acaba preso na fortaleza de Dol Guldur por Sauron, que rouba seu anel, o último dos Sete Anéis dados aos Senhores dos Anões. Cinco anos mais tarde, Gandalf entra na fortaleza descobrindo que Thráin está morrendo e confirma que Sauron está de volta. Gandalf começa a temer que ele envie exércitos tomando o antigo Reino de Angmar no norte e chegue em Eriador. Este medo é reforçado pela ausência de forças anãs e humanas, destruídas por Smaug, no norte de Rhovanion, forças que poderiam detê-lo. Além disso, o mago teme ainda mais que Sauron pudesse usá-lo como um aliado na futura Guerra do Anel. Assim, ele planeja uma maneira de se livrar do dragão.
Em março de 2941 da Terceira Era, Gandalf encontra Thorin na vila de Bree, no caminho para o Condado. O mago dá conselhos ao anão para se vingar de Smaug e recuperar o seu trono. Diz a Thorin para pensar sobre o problema, e em seguida, retorna ao Condado. Lá ele encontra Bilbo Bolseiro e descobre que ele está ansioso por uma aventura. Gandalf então organiza a busca de Erebor, Thorin e sua companhia, juntamente com Bilbo, contando com o fato de que o dragão não sabe o que é um hobbit.

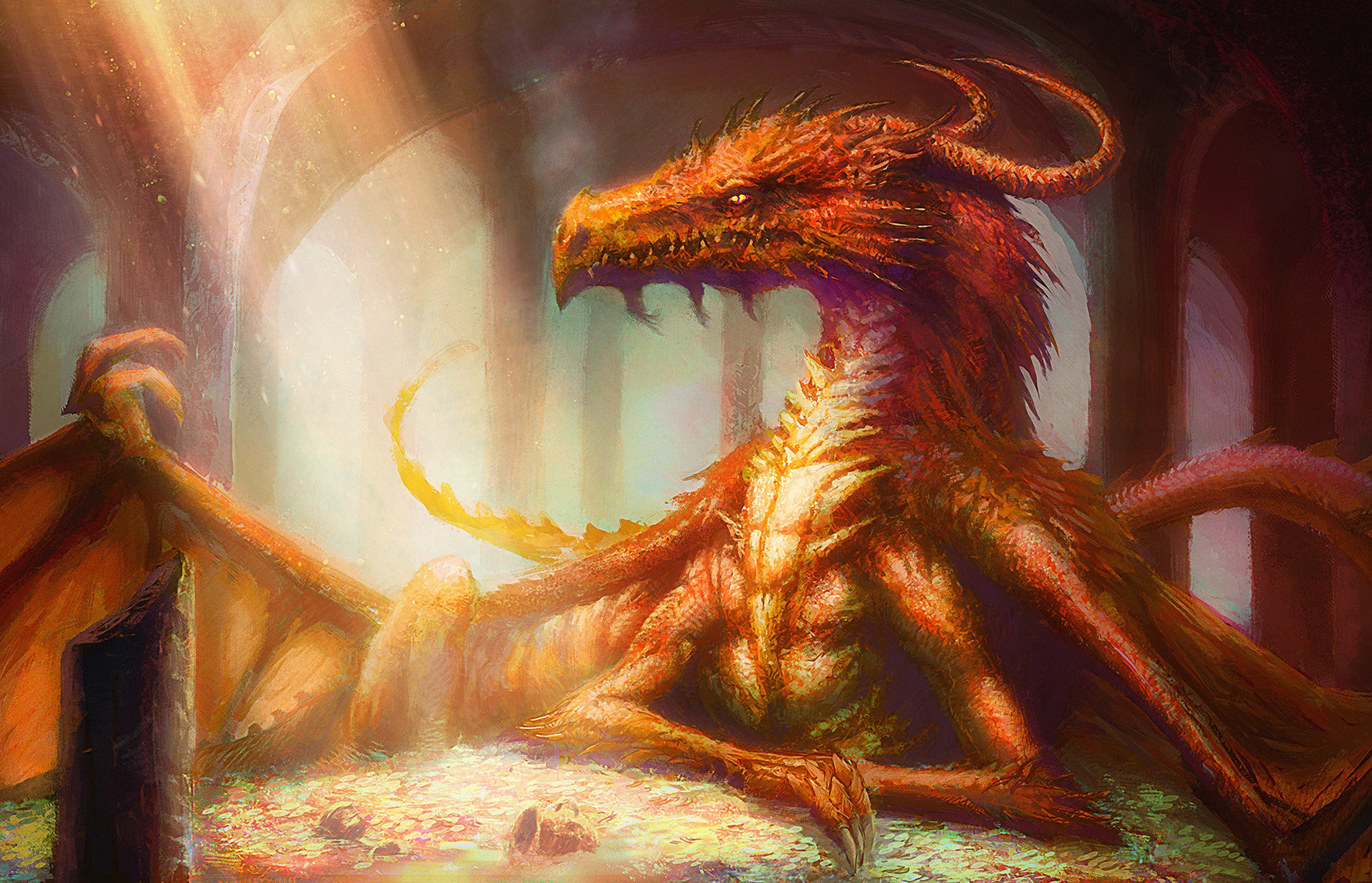
Smaug na concepção artística de David Demaret.

A companhia atravessa a Terra Média, e finalmente chega em Erebor, no outono de 2941. Depois de algumas pesquisas, eles descobrem uma passagem secreta usada como saída de emergência pelo avô e pai de Thorin, durante o ataque do dragão. No Dia de Durin, que é a última lua do outono, é revelada a porta secreta por onde os anões entram. Bilbo é enviado até o coração da Montanha. Descendo cada vez mais até o tesouro ele sente o calor intenso. Ouve um barulho que vem a ser o dragão dormindo em uma pilha de jóias e tesouros. O hobbit se beneficia do sono do dragão para roubar uma taça de ouro e depois voltar para o fluxo de ar livre. Só possuindo tempo suficiente para encontrar os anões e mostrar-lhes o seu espólio, Smaug desperta e descobre o roubo da taça. Enfurecido, deixa a Montanha e voa com o objetivo de encontrar Bilbo. A criatura fica empoleirada no topo da Montanha e derrama seu fogo nas laterais. Os anões e Bilbo mal têm tempo para se esconder no túnel secreto, mas a porta é destruída e eles ficam presos. O dragão, após esse acesso de fúria, encontra a sua pilha de tesouro e volta a adormecer. Bilbo decide descer até seu covil, esperando que ele estivesse adormecido. Depois de usar o seu anel de invisibilidade, desce até o túnel. Apesar de sua invisibilidade, Smaug sente seu cheiro. Depois de um diálogo onde o dragão tenta saber mais sobre o hobbit e seus companheiros, Bilbo escapa, mas não sem notar que Smaug tem uma falha na armadura de seu peito, ele informa sobre o buraco aos anões. Um tordo que seguia a companhia também descobre o ponto fraco do dragão e, em seguida, voa para Esgaroth. Smaug por sua vez, aparece fora de Erebor e tenta enterrar os anões causando deslizamentos de terra nas encostas da Montanha, antes de ir à Cidade do Lago de Esgaroth.
Arqueiros da Cidade do Lago, vendo o dragão se aproximar, tentam atirar, mas ele está muito bem protegido por sua armadura de pedras preciosas. Ataca e incendeia várias casas de Esgaroth antes do tordo que seguia os anões alertar o Capitão Bard, herdeiro do trono de Valle, sobre o ponto fraco do dragão. Ele mata Smaug com uma Flecha Negra, herdada de sua família, com um tiro na cavidade esquerda de seu peito. Smaug cai sobre a Cidade do Lago causando redemoinhos e borbulhas sobre as águas. A água que cerca seu corpo é temida pelas pessoas que o rodeiam, seus ossos ainda estão lá, há vários séculos em ruínas, e ninguém se atreve a mergulhar para roubar as pedras preciosas em sua armadura.

## Criação e evolução
J. R. R. Tolkien disse que não se lembra da data exata em que começou a escrever O Hobbit, embora tenha dito em uma carta para W. H. Auden, em 1925, que em um verão, quando estava ocupado corrigindo cópias de literatura inglesa, ele escreveu em uma cópia em branco deixando na primeira frase do livro: "Numa toca no chão vivia um hobbit", sem saber de onde veio essa ideia. Michael Tolkien, o segundo filho do autor, sugere 1929 como o começo da criação do romance, alguns de seus próprios escritos, que datam deste período são claramente inspirados na história de O Hobbit, que seu pai lia para seu filho durante seu crescimento. No entanto, John D. Rateliff em A História de O Hobbit, sugere que a história não começou a ser escrita até o verão de 1930. No primeiro esboço de O Hobbit, The Fragment of Pryftan (em português 'O Fragmento de Pryftan'), o dragão aparece pela primeira vez com o nome "Pryftan". O nome "Smaug" só aparece na revisão deste capítulo intitulado The Adventure Continues ('A Aventura Continua') a partir da segunda fase de escrita do livro. Tolkien então corrigiu concorrentemente o nome Pryftan nos capítulos anteriores.
Por um longo tempo, o autor continuou indeciso sobre o destino do dragão. Assim, num projeto, é previsto que Smaug seria morto em seu sono por Bilbo, se decidindo finalmente por sua morte durante a Batalha do Lago. No mesmo projeto, encontra-se pela primeira vez, a referência à cor vermelha dourada do dragão.

## Recepção e análise
Smaug é "um bom Dragão ocidental". Portanto, tem ligações com dragões da literatura nórdica. Douglas A. Anderson observou como ele morre ferido no estômago, como o dragão Fafnir, da Saga dos Volsungos, de Beowulf. O diálogo entre Bilbo e o dragão, durante seu encontro, onde o hobbit se recusa a revelar seu verdadeiro nome, é um lembrete da conversa entre Siegfried e Fafnir. Essa troca também recorda o diálogo entre Ernest e o sapo gigante no conto Ernest, de Edward Knatchbull-Hugessen, publicado em 1869, em Stories for My Children.
No entanto, Tolkien observou em uma entrevista de rádio em 1965 que "Fafnir é um ser humano ou humanoide que tomou esta forma, enquanto Smaug é apenas um lagarto puramente inteligente." No entanto, apesar da inteligência de Smaug, não é nada comparado com o Necromante e esta diferença é comparada como a leveza de O Hobbit e a seriedade de sua continuação, O Senhor dos Anéis. Comparado com Glaurung, Smaug "é tão perigoso e tão capaz de criar desolação", mas não tem a mesma majestade que o outro dragão. A principal diferença é que ele tem sua liberdade de ação. Ao contrário de Glaurung, que é dependente de Morgoth, Smaug é um "agente livre" que não conta com um mestre. É mais parecido com o Dragão Branco da Lua em Roverandom, particularmente em sua natureza.
A ligação com Beowulf é acentuada pela cena em que Bilbo rouba uma taça de ouro na pilha de Smaug, que recorda diretamente uma cena semelhante em Beowulf. Quando Tolkien foi perguntado sobre isso, ele respondeu:
"Beowulf é uma das fontes que eu mais considero, embora não tenha estado conscientemente presente na minha mente enquanto eu estava escrevendo, e o episódio do voo foi apresentado naturalmente (e quase inevitavelmente), tendo em vista as circunstâncias. É difícil imaginar qualquer outra maneira de continuar a história naquele momento. Eu gosto de pensar que o autor de Beowulf diria a mesma coisa."
— J. R. R. Tolkien, carta ao editor do Observer
Portanto, Smaug reflete de muitas maneiras o dragão de Beowulf, que Tolkien usou para praticar certas teorias literárias que ele desenvolveu em torno do retrato do dragão no poema anglo-saxão, proporcionando a criatura de inteligência bestial algo além do seu papel puramente simbólico. De acordo com Jane Chance, Smaug expressa "o pecado espiritual" através de seu orgulho e avareza. A ganância do dragão também se reflete através do "espanto", o poder de corrupção do tesouro nos anões e inclusive em Thorin, recusando-se a compartilhá-lo.
Smaug também incorpora o papel da serpente tentadora como a imagem do pecado original da Bíblia, que tentou Adão e Eva. É também próximo ao leviatã, o monstro do mar descrito no Livro de Jó, na Bíblia de Jerusalém, que Tolkien conhecia bem, tendo participado de uma tradução em inglês do hebraico. O dragão e suas reservas de ouro podem ser vistas como um reflexo da relação tradicional entre o mal e a metalurgia, como se encontra na descrição do "Pandemonium" no Paraíso Perdido, de John Milton. De acordo com Ross Smith, o diálogo do dragão tem "o charme e o espírito (e a ênfase que o leitor imagina) de um membro educado da classe alta britânica", mas especialmente com a "polidez agressiva caracterizada" dessa classe.

## Legado

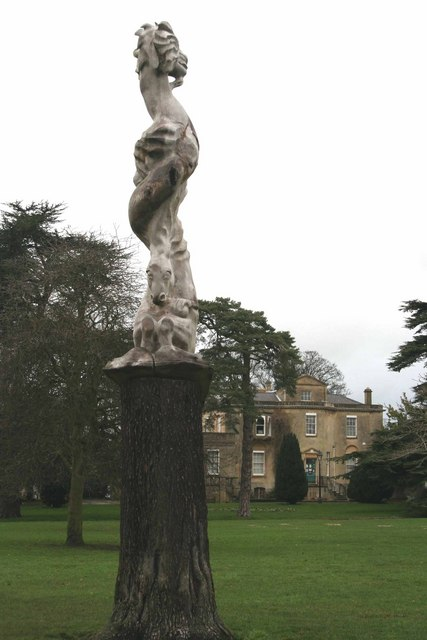
Estátua na Bury Knowle Park (Oxford) representando Smaug e dois personagens de As Crônicas de Nárnia, de C. S. Lewis.

### Adaptações
Tolkien tem mostrado muitas vezes o personagem. Um de seus desenhos em cores, intitulado Conversations with Smaug, ilustra o encontro entre Bilbo e o dragão. A ilustração apareceu em 1937, na segunda impressão em inglês da primeira edição de O Hobbit, em 1938, e na edição dos Estados Unidos, onde o monograma de Tolkien é removido do desenho. Em ambas as edições, o título impresso é "Smaug, a Maior e Mais importante das Calamidades."
Em 1973, em The J. R. R. Tolkien Calendar, há uma ilustração da Morte de Smaug (Death of Smaug, no original), que representa o dragão sendo perfurado pela Flecha Negra acima de Esgaroth. Este projeto tinha sido usado para ilustrar a capa da edição britânica de bolso em 1966, apesar da relutância de Tolkien perante o seu uso. Por sua própria admissão, este esboço foi feito em 1936 para a primeira edição de O Hobbit.
Smaug também é apresentado nos mapas das Terras Selvagens que adornam o romance O Hobbit desde 1937, e publicado, assim como antes, em Artist and Illustrator. Um cartaz colorido por H. E. Riddett foi publicado em 1979. Nestes mapas, a representação de Smaug é muito semelhante a do Dragão Branco da Lua de Roverandom. Ele também faz uma aparição na ilustração de The Father Christmas Letters de 1932, onde é desenhado na parede da caverna dos goblins. O dragão também inspirou outros ilustradores como John Howe. Assim, em 1985, o calendário de aniversário de 50 anos de O Hobbit, ele ilustra A Morte de Smaug, em seguida, em 1990, é comandado uma ilustração de Smaug, o Dourado para enfeitar a capa do romance.

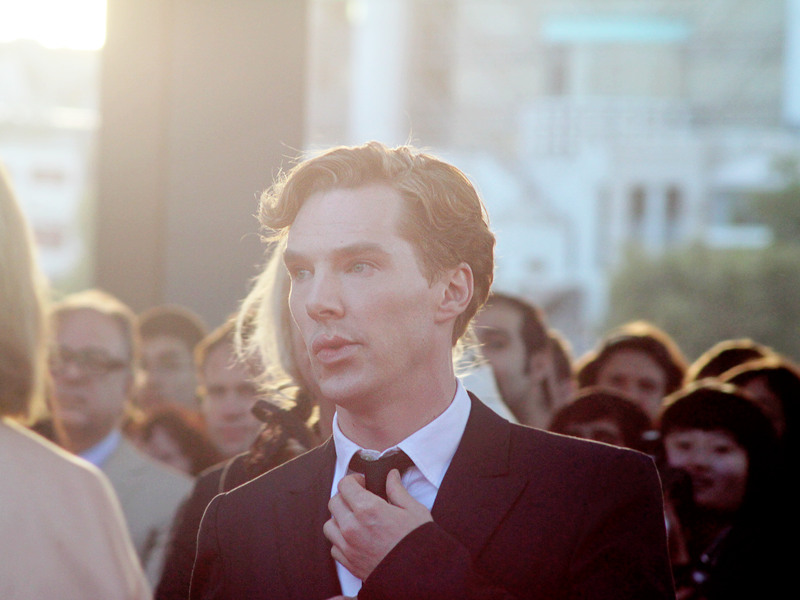
Benedict Cumberbatch interpretou o dragão na adaptação de Peter Jackson.

Na adaptação de desenhos animados O Hobbit, de 1977, Smaug é dublado por Richard Boone, enquanto na adaptação de rádio de O Hobbit, em 1978, é narrado por Francis Wolff. Em geral, o projeto de Smaug na versão animada é consistente com a descrição de Tolkien, em manter a sua imagem. James Horan dá voz ao personagem no vídeo jogo The Hobbit, lançado em 2003. Na adaptação cinematográfica (2012-2014) de Peter Jackson é o ator britânico Benedict Cumberbatch, que foi contratado para encarnar e interpretar a voz do dragão.
Na adaptação de Jackson, Smaug é apresentado com uma longa cabeça, escamas vermelhas e douradas, o corpo de uma serpe e penetrantes olhos amarelos. O dragão fala com Received Pronunciation com um rosnado subjacente vindo de Cumberbatch, tendo sugestão dos répteis do Zoológico de Londres, visando um tom que seria "a ponte entre o animal e o humano", com uma profunda e áspera voz gutural. O projeto do dragão também foi criado com animação de quadro-chave, o que significa que foi animado manualmente, além do desempenho de captura de movimento do ator. Weta Digital empregou seu software proprietário "Tissue", que foi homenageado em 2013, com um "Prêmio de Ciência e Engenharia" da Academia de Artes e Ciências Cinematográficas por fazer o dragão o mais realista possível. Além disso, o supervisor da empresa, Joe Letteri, disse em uma entrevista à USA Today que eles usaram dragões europeus e asiáticos clássicos como inspirações para criar Smaug.

### Na cultura popular
Em 2011, Smaug fez sua primeira aparição na Fictional 15, a lista da revista Forbes dos 15 personagens de ficção mais ricos. Naquele ano, ele foi classificado na 7ª posição, com um patrimônio estimado em 8,6 bilhões de dólares, enquanto Tio Patinhas foi o primeiro com 44 bilhões de dólares. No ano seguinte, a revista fez uma análise mais cuidadosa e concluiu que uma estimativa mais prudente seria de 61 bilhões de dólares, que o colocou confortavelmente no topo da lista. Michael Noer, o autor deste artigo, limitou a sua estimativa, a fim de manter o valor líquido de Smaug em linha com personagens vivos factuais, nomeadamente Bill Gates e Carlos Slim. As estimativas estão diretamente ligadas ao tamanho de Smaug e na suposição de que ele situa-se na maior parte de seu tesouro. Uma leitura mais literal dos textos de Tolkien e comparações com pessoas históricas em vez de pessoas factuais (nomeadamente John D. Rockefeller ou a família Rothschild) resultaria em uma estimativa muito superior, tanto quanto 870 bilhões de dólares, de acordo com o artigo. Em 2013, na edição da Forbes Fictional 15, Smaug ficou em segundo lugar na lista, com um patrimônio líquido de cerca de US$ 54.1 bilhões ficando atrás do Tio Patinhas, que foi estimado com um patrimônio líquido de 65,4 bilhões de dólares.
Em 1964, Carey Blyton, um compositor inglês, adaptou O Hobbit como abertura de um concerto, com a permissão entusiasta de Tolkien. Smaug é representado por "súbitos acordes tutti e glissando de trombone, e sua morte deve ser imediatamente reconhecível na forma de uma corda de arranque pizzicato enquanto a flecha fatal é disparada, seguida por mais agonia nos metais e um pizzicato caindo nas cordas".
Smaug deu seu nome a um software de análise astrofísica para a reconstrução da distribuição espacial de hidrogênio, a temperatura e a abundância de metais em aglomerados de galáxias.